# Veaceslav Gojan
Veaceslav Gojan (Grimăncăuți, URSS, 18 de mayo de 1983) es un deportista moldavo que compitió en boxeo.
Participó en los Juegos Olímpicos de Pekín 2008, obteniendo una medalla de bronce en el peso gallo. Ganó dos medallas en el Campeonato Europeo de Boxeo Aficionado, oro en 2011 y plata en 2002.

## Palmarés internacional
| Juegos Olímpicos   | Juegos Olímpicos | Juegos Olímpicos  | Juegos Olímpicos |
| Año                | Lugar            | Medalla           | Categoría        |
| ------------------ | ---------------- | ----------------- | ---------------- |
| 2008               | Pekín (China)    | Medalla de bronce | 54 kg            |
| Campeonato Europeo |                  |                   |                  |
| Año                | Lugar            | Medalla           | Categoría        |
| 2002               | Perm (Rusia)     | Medalla de plata  | 48 kg            |
| 2011               | Ankara (Turquía) | Medalla de oro    | 56 kg            |